# Бешичко езеро
 Тази статия е за езерото.  За административната единица, която е кръстена на него, вижте Бешичко езеро (дем).  
Бешичкото езеро или Бешикгьол (на гръцки: Λίμνη Βόλβη, Лимни Волви) е езеро в Егейска Македония, Гърция.

## Описание
Езерото е разположено на 25 километра североизточно от Солун (Тесалоники) в котловина, оградена от Бешичката планина (Ори Волви) от север. Езерото е свързано с река Дервент с разположеното на запад от него Лъгадинско езеро (Корония), с което образуват обща екосистема. Езерото се оттича в Орфанския залив чрез река Рендина.
Името на езерото идва от турското име на Богданската планина – Бешикдаг и разположените на северния му бряг села Мегали Волви (Голям Бешик) и Микри Волви (Малък Бешик).
Нивото на водата се променя в зависимост от сезона.
Езерото, заедно със съседното Лъгадинско езеро, са записани в Рамсарската конвенция в 1974 година и са част от мрежата защитени зони Натура 2000 (1220009 и 1220001), като също така са обявени за орнитологично важни места (032).